# TOKIO CONCERT TOUR 1996 風になって
『TOKIO CONCERT TOUR 1996 風になって』 （トキオ・コンサート・ツアー・1996・かぜになって ）は、TOKIOのライブ･ビデオ。ジャニーズファミリークラブより発売された。

## 概要
コンサート・ツアー｢風になって」の公演が収録されている。
60分
品番DV-0390
税抜￥3,883税込￥4,000

## 収録曲
1.好きさ 〜Ticket To Love〜　 作詞：工藤哲雄　作曲：都志見隆　編曲：白井良明
2.ジャニーズ A GO GO 作詞・作曲：高橋一也　編曲：男闘呼組
　男闘呼組のカヴァー
3.目で見ちゃダメさ 作詞・作曲：高橋一也　編曲：田中厚・男闘呼組
　男闘呼組のカヴァー
4.MAGIC CHANNEL 作詞：ナガハタゼンジ・山田ひろし　作曲：ナガハタゼンジ　編曲：西脇辰弥
5.時代をよろしく! 作詞：城島茂＆山田ひろし　編曲：西脇辰弥
6.こんなに愛しているのに　 作詞：工藤哲雄　作曲：都志見隆　編曲：白井良明
7.FOREVER　 作詞：前田耕陽　作曲：馬飼野康二　編曲：Mark Davis
　男闘呼組のカヴァー
8.乾杯　 作詞・作曲：長渕剛　編曲：青木望
　長渕剛カヴァー
9.彼女によろしく　 作詞：工藤哲雄　作曲：都志見隆　編曲：白井良明
10.ROLLIN' IN THE DARK　 作詞：安藤芳彦　作曲・編曲：馬飼野康二
　男闘呼組のカヴァー
11.YO-YO　作詞・作曲：高橋一也
　男闘呼組のカヴァー
12.PARTY　 作詞：高橋一也、作曲：高橋一也・成田昭次　編曲：田中厚・男闘呼組
　
　男闘呼組のカヴァー
　
　V6参加
13.未来派センス　 作詞:朝水彼方、作曲・編曲:西脇辰弥
　
　V6参加
14.LOVE YOU ONLY 　 作詞：工藤哲雄　作曲：都志見隆　編曲：西脇辰弥
15.風になって　作詞：工藤哲雄　作曲・編曲：白井良明